# Jacob Andersen (sanger)
 Der er flere personer med dette navn, se Jacob Andersen.
Jacob Andersen (født 1971 i Roskilde) er en dansk sanger. Han blev kendt, da han vandt i tv-programmet Stjerne for en aften, hvor han sang klassikeren "With A Little Help From My Friends".
Efterfølgende tog han på turné rundt i Norden som opvarmning for sit store idol, Creedence Clearwater Revival-stjernen John Fogerty.
I mere end 12 år har han skrevet og spillet musik, men aldrig søgt en kontrakt hos pladeselskaberne, af frygt for at blive afvist. Han blev derfor først landskendt efter sin optræden i tv.

## Diskografi
| - Follow me (2003) 1. "Follow Me" 2. "Make It Better" 3. "So Full Of Love" 4. "Earl's Song" 5. "Only You" (duet med Frida Snell) 6. "Losing My Head" 7. "Who Said Love" 8. "Falling" 9. "No Matter" 10. "Reach Her Mind" 11. "This I Know" 12. Load My Memory" 13. "Inside" | - Make it better (2005) 1. "Hey Jude" 2. "Stop" 3. "Follow Me" 4. "Make It Better" 5. "So Full Of Love" 6. "Earls's Song" 7. "Only You" (duet med Frida Snell) 8. "Losing My Head" 9. "Who Said Love" 10. "Falling" 11. "No Matter" 12. "Reach Her Mind" 13. "This I Know" 14. "Load My Memory" 15. "Inside" 16. "Piece Of My Heart" 17. "With A Little Help From My Friends" | - Best Belief (2005) 1. "Second Best" 2. "Angel In My Sleep" 3. "For My Lover" 4. "Please Remember Me" 5. "Walk Out On me" 6. "Saviors Gate" 7. "My Broken heart" 8. "Feel Like Going Home" 9. "I Don't Wanna Talk About It Now" 10. "In Your Arms" 11. "The World Is Moving" |